# Houga
Pour les articles homonymes, voir Houga (homonymie).
La source Houga (עין חוגה) se situe à 4 km au nord-est de Beït-Shéan en Israël, et à l'est du kibboutz Hamadia. C'est l'une des plus importantes sources d'eau de la vallée de Beït-Shéan.
À l'est de la source ont été retrouvés des vestiges d'une implantation néolithique.